# Sagmariasus verreauxi
Sagmariasus verreauxi е вид десетоного от семейство Palinuridae. Видът не е застрашен от изчезване.

## Разпространение и местообитание
Разпространен е в Австралия (Нов Южен Уелс и Тасмания) и Нова Зеландия (Кермадек, Северен остров, Чатъм и Южен остров).
Обитава пясъчните и скалисти дъна на морета и рифове. Среща се на дълбочина от 29,5 до 58 m.